# (13157) Searfoss
(13157) Searfoss (1995 TQ6) – planetoida z pasa głównego asteroid okrążająca Słońce w ciągu 3,3 lat w średniej odległości 2,22 j.a. Odkryta 15 października 1995 roku.